# Байманов, Калдыбай
Калдыбай Байманов (каз. Қалдыбай Байманов; 15 мая 1907, Сырдарьинская область, Российская империя — 26 декабря 1941, Алма-Ата, Казахская ССР, СССР) — советский казахский партийный и государственный деятель. Первый секретарь Гурьевского обкома КП(б) Казахстана (1938—1940).

## Биография
Родился в 1907 году в Сырдарьинской области. Воспитанник детдома. Член ВКП(б) с 1926.

### Образование
1928. Окончил Казахский педагогический техникум.
1935—1937. Слушатель Высшей школы партийных организаторов при ЦК ВКП(б).

### Трудовая деятельность
В 1918—1923 гг. работал пастухом, в 1928—1931 гг — учитель, ответственный секретарь райисполкома, заведующий Чаяновским районным отделом народного образования.
1931—1932 — заведующий культурно-пропагандистским отделом Сузакского районного комитета ВКП(б), заведующий организационным отделом Каратасского районного комитета ВКП(б).
1932—1934 — Заместитель секретаря Казалинского районного комитета ВКП(б), 1934-35 — Заместитель секретаря Келесского районного комитета ВКП(б). В 1935 году — 2-й секретарь Ленгерского районного комитета КПК Южно-Казахстанской области.
В 1937—1938 — Заведующий отделом пропаганды и агитации Гурьевского окружного комитета КП(б) Казахстана, в 1938 — заведующий Отделом пропаганды и агитации Гурьевского областного комитета КП(б) Казахстана.
В 1938—1940 — 1-й секретарь Гурьевского областного комитета КП(б) Казахстана.
В 1940 — Заместитель заведующего Организационно-инструкторским отделом ЦК КП(б) Казахстана.
1940-26.12.1941 — Секретарь Президиума Верховного Совета Казахской ССР.
Избирался депутатом Верховного Совета Казахской ССР 1-го созыва от Гурьевско-Эмбинского избирательного округа № 147 Гуревской обл. (с 1938).
Делегат XVIII съезда ВКП(б).
26 ноября 1941 года погиб в авиакатастрофе под Алма-Атой. Самолет Г-2 1939 года выпуска (бортовой номер СССР Л3043) вылетел из Алма-Аты и через пару минут, потерпел катастрофу в 6 километрах от поселка Дмитриевка (теперь это поселок Байсерке Алматинской области). Высокопоставленные пассажиры направлялись в командировку в Акмолинскую и Костанайскую области. Всего погибло 26 из 34 человек находившихся на борту (погибли 5 членов экипажа). Причиной трагедии правительственная комиссия назвала — перегруз на 1 тонну и ошибки в пилотировании в условиях плохой погоды — «разворот на низкой высоте (100—150 метров) в условиях облачности и тумана, из-за чего левое крыло зацепилось за землю. Самолет полностью разрушился. При ударе возник пожар — баки были наполнены горючим».